# Duranta arida
Duranta arida är en verbenaväxtart som beskrevs av Nathaniel Lord Britton och Percy Wilson. Duranta arida ingår i släktet Duranta och familjen verbenaväxter. Utöver nominatformen finns också underarten D. a. fletcheriana.